# Глобальное освещение
Глобальное освещение (англ. global illumination) — это название ряда алгоритмов, используемых в трёхмерной графике для более реалистичной имитации света. Такие алгоритмы учитывают не только прямой свет от источника (англ. direct illumination), но и отражённый свет от различных поверхностей (англ. indirect illumination).
Теоретически отражение, преломление, тень — примеры глобального освещения, потому что для их имитации необходимо учитывать влияние одного объекта на другие (в отличие от случая, когда на объект падает прямой свет). На практике, однако, только моделирование диффузного отражения или каустики называется глобальным освещением.
Изображения, полученные в результате применения алгоритмов глобального освещения, часто выглядят более реалистичными, чем те, в процессе рендеринга которых применялись только алгоритмы прямого освещения. Однако для расчёта глобального освещения требуется гораздо больше времени.

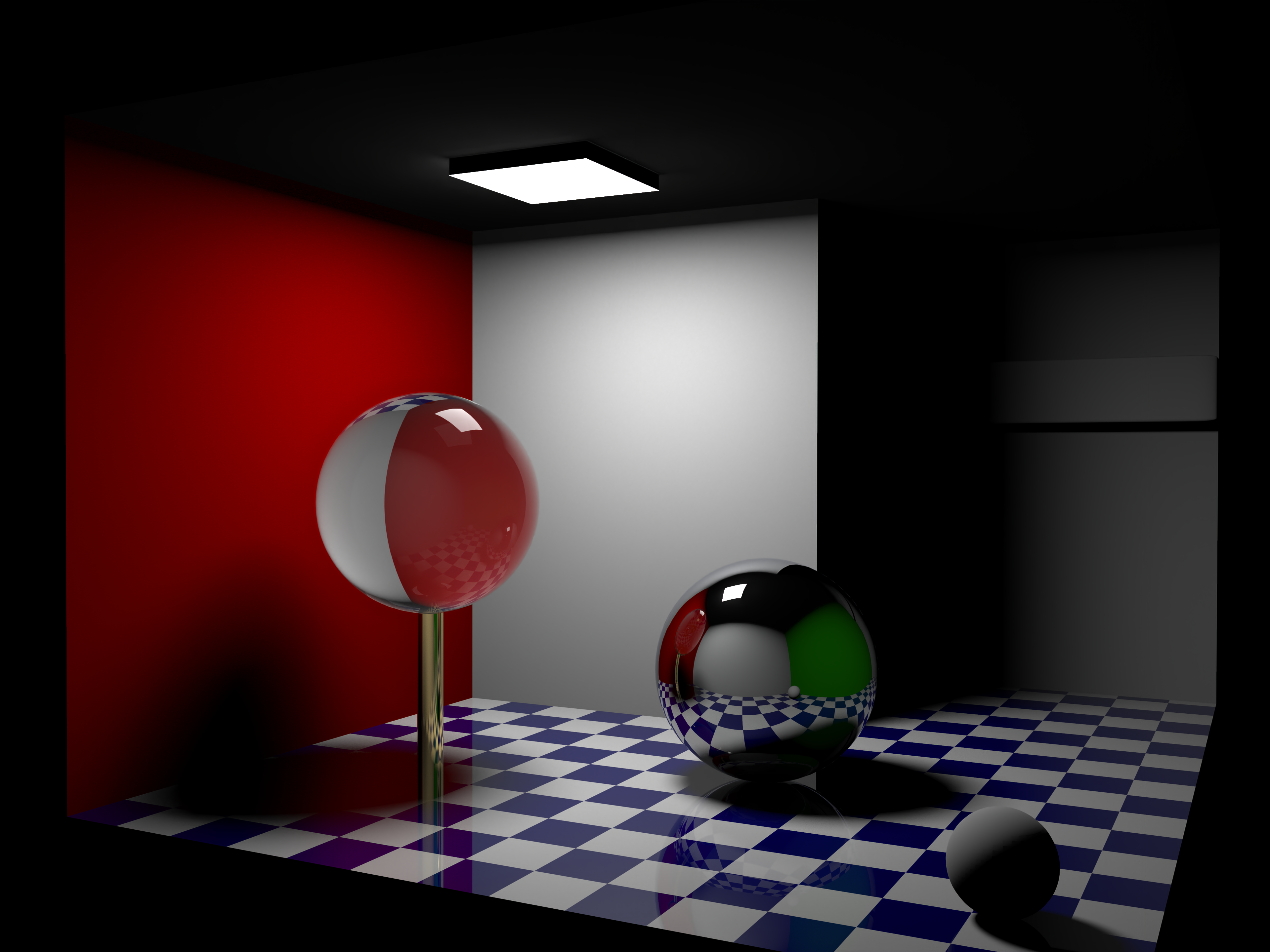
Изображение, обработанное только алгоритмами прямого освещения.
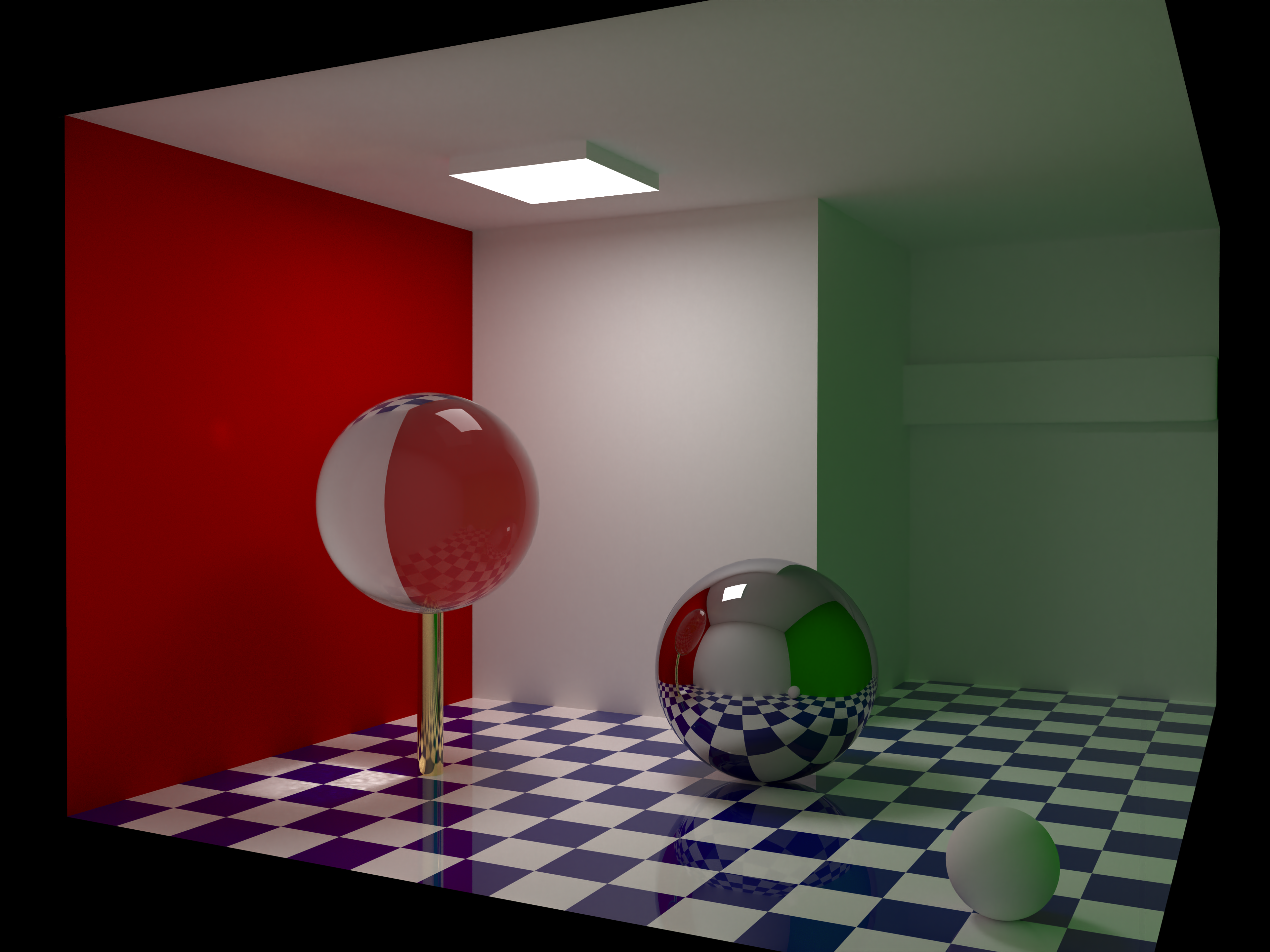
Изображение, обработанное алгоритмами глобального освещения.